# クラフト夫妻

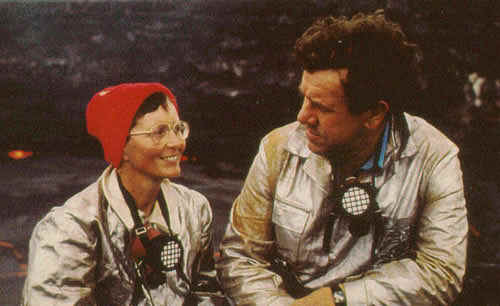

クラフト夫妻（クラフトふさい）として知られる、妻カティア・クラフト（Katia Krafft、1942年4月17日 - 1991年6月3日）と夫モーリス・クラフト（Maurice Krafft、1946年3月25日 - 1991年6月3日）の夫婦は、フランスの火山学者・地球科学者。1991年6月3日に、日本の雲仙岳での調査中に火砕流に巻き込まれて亡くなった。クラフト夫妻は火山の写真撮影と映画撮影のパイオニアとして知られた。しばしば危険な溶岩流の足もとまで進んで火山の映像を記録しており、その価値は世界的に評価されていた。生涯で足を運び調査した火山の数は184か所にもなる。

## 来歴
2人はストラスブール大学で出会った。その後、わずかな貯金をはたいてストロンボリ山へ旅行し、火山の噴火の写真を撮ったことから2人の火山観察者としての経歴は始まった。人々が噴火の写真に興味を示すことに気づいた彼らは、その後火山の映像を記録することに打ち込み、世界を旅することになった。
クラフト夫妻は、しばしば活動し始めた火山に最初に到着していたため、多くの火山学者の尊敬と羨望を集めた。火山噴火における彼らの業績は、火山の脅威にさらされた自治体の協力を得ることに貢献している。しかし1985年のコロンビアのネバド・デル・ルイス火山の噴火では、政府への避難勧告をしたもののコロンビア政府は勧告を無視し、結果山腹に降り積もった雪が熱で溶けだし、泥流となって死者23000人を出す惨事となった。一方、1988年にはインドネシアのマキアン島のキシ・ベシ火山が噴火する可能性があることを警告し、政府はその警告を受け入れて18000人の全島民を避難させている。5日後の7月17日、キシ・ベシ火山は噴火し、10の村が火山灰に埋まったが犠牲者は出なかった。同年、日本で開かれた国際火山会議に出席、取材に対し、ネバド・デル・ルイス火山の経験から科学報告書では行政関係者に理解させるのは困難であること、写真や映像が有効であることを語っていた。その言葉通り、1991年のフィリピンのピナトゥボ山の噴火活動が始まったとき、ネバド・デル・ルイス山の噴火を撮影した彼らのビデオは、コラソン・アキノ大統領を含む閣僚や自治体関係者ら多数の人々の前で上映され、火山地域からの避難が必要なことを地元住人に理解させることに繋がった。日本にも三原山の噴火などで、度々来訪している。溶岩が流れるすぐ横でも、耐火靴を使用せず普通の登山靴を好んで使用していた。耐火靴を使わない理由として、地面の温度が判らないということを挙げている。
1986年、火山学は単なる科学ではなく人道的責任を伴う、行政当局を説得できねばならない、また避難の説得のために写真や映像が必要との持論に基づいて、夫妻は危険な火砕流の映像を撮ろうとアラスカのオーガスティン山に向かった。さらに1991年、雲仙・普賢岳の噴火で火砕流が発生すると、これまで写真でしか火砕流を撮っていなかった夫妻は普賢岳へ向かう。モーリス・クラフトは6月2日に受けた取材で、「私は火山へ接近することで死んでしまうとしても、それを恐れていない。なぜならそのお陰で23年間も様々な噴火を見ることが出来た。もし明日私が死んでしまうとしても、私は構わない」と語っていたが、それは現実のものとなってしまう。このコメントを残した翌日の6月3日、2人は大火砕流に巻き込まれ死亡した。多くの報道関係者が死亡した撮影・取材ポイントの「定点」よりも、二人はさらに普賢岳方向に約200メートル上った地点にいて、火砕流を正面から撮影していた。夫妻が数か月前に完成していたネバド・デル・ルイス火山の模様を撮った啓発ビデオが貢献して、ピナトゥボ山の噴火から避難して多くの人が助かったのはこの9日後のことであった。
クラフト夫妻の仕事は、夫妻のインタビューとともに数多くの火山の映像と写真が収められているナショナルジオグラフィック協会『ナショナル・ジオグラフィック』誌のビデオに見ることができる。NHKの番組で、溶岩流をボートで渡ってみたい、と語っていた。2011年6月3日で雲仙・普賢岳火砕流から20年になるのを契機に、惨事で命を落としたフランスの火山学者夫妻を描くドキュメンタリードラマ「カティアとモーリス〜雲仙・普賢岳に挑んだ夫婦〜」が制作され、NHKとフランス2の国際共同制作で9月から長崎県島原市内でロケが行われた。
2024年（令和6年）末に民間団体の「モーリスおよびカティア・クラフト図像コレクション」（リヨン市）と雲仙岳災害記念館（長崎県島原市）がパートナーシップ協定を結び、2025年（令和7年）3月1日の雲仙岳災害記念館のリニューアルオープンに合わせて夫妻の常設展が開設されることになった。

## クラフト・メダル
クラフト夫妻の偉業を記念して国際火山学及び地球内部化学協会で創設された賞。4年ごとに選考され、火山科学や火山防災の分野で人道的・献身的に顕著な貢献をした個人に授けられる。

### 受賞者[4]
- 2004年: Tom Simkin（アメリカ合衆国）
- 2008年: Christopher G. Newhall（アメリカ合衆国）
- 2013年: 荒牧重雄（日本）
- 2017年: Hugo Delgado Granados (メキシコ)
- 2017年: Marta Calvache (コロンビア共和国)

## 関連作品
- 『ファイアー・オブ・ラブ 火山に人生を捧げた夫婦』 - 2022年公開のドキュメンタリー映画。第95回アカデミー賞長編ドキュメンタリー映画賞にノミネートされた。